# IP посредством почтовых голубей

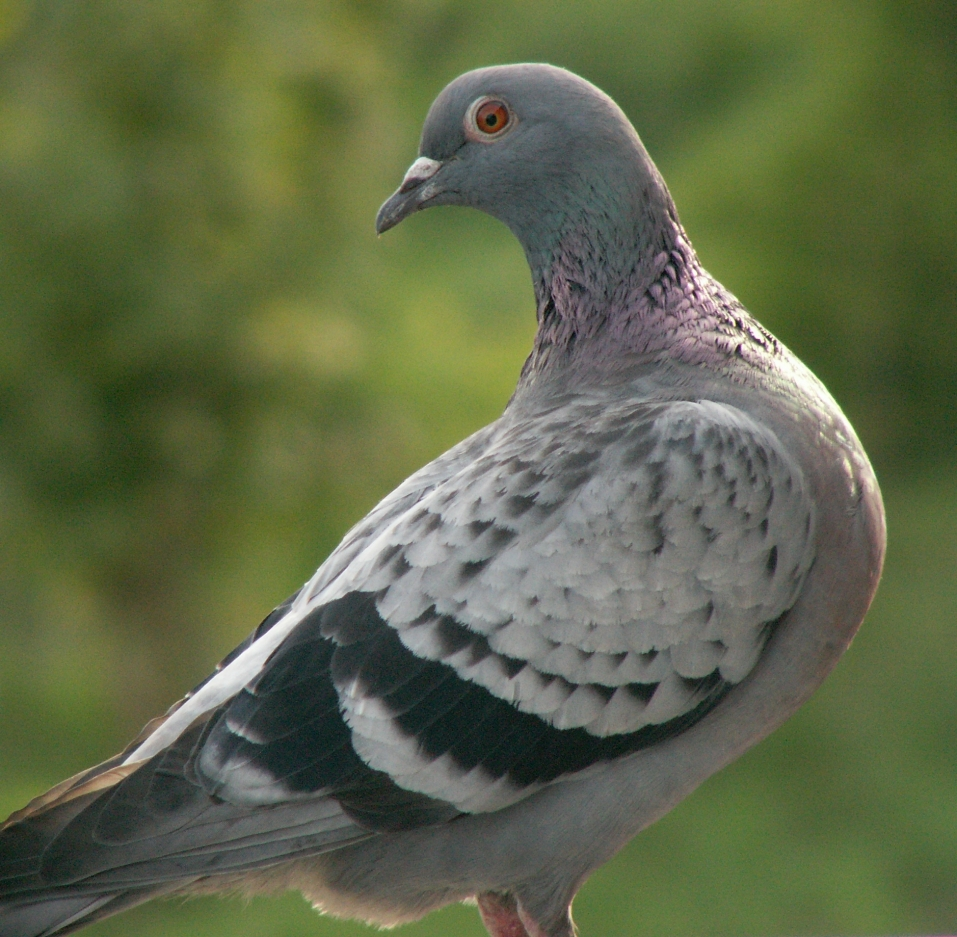
Голубь

IP посредством почтовых голубей (англ. IP over Avian Carriers; RFC 1149) — RFC, описывающий способ передачи IP-пакетов с помощью голубей. Опубликован 1 апреля 1990 организацией Internet Engineering Task Force. Написан Д. Вейтцманом (Waitzman), как один из первоапрельских RFC. Вейтцман расширил протокол 1 апреля 1999 в RFC 2549 «IP посредством почтовых голубей с QoS». В 2011 вышел RFC 6214, содержащий адаптацию RFC 1149 для IPv6.

## Практическая реализация
28 апреля 2001 на практике реализован членами Бергенской группы пользователей Linux (Норвегия). Они переслали 9 пакетов данных, содержащих по одному ICMP эхо-запросу, на 9 голубях в удалённый пункт, который находился на расстоянии 5 км. В пункт отправки успешно вернулись только 4 эхо-ответа. При потерях 55,6 % пакетов и времени задержки от 53 минут до 1 часа 40 минут, метод всё же доказал свою практическую работоспособность.
```
Script started on Sat Apr 28 11:24:09 2001
vegard@gyversalen:~$ /sbin/ifconfig tun0
tun0      Link encap:Point-to-Point Protocol  
          inet addr:10.0.3.2  P-t-P:10.0.3.1  Mask:255.255.255.255
          UP POINTOPOINT RUNNING NOARP MULTICAST  MTU:150  Metric:1
          RX packets:1 errors:0 dropped:0 overruns:0 frame:0
          TX packets:2 errors:0 dropped:0 overruns:0 carrier:0
          collisions:0 
          RX bytes:88 (88.0 b)  TX bytes:168 (168.0 b)

vegard@gyversalen:~$ ping -c 9 -i 900 10.0.3.1
PING 10.0.3.1 (10.0.3.1): 56 data bytes
64 bytes from 10.0.3.1: icmp_seq=0 ttl=255 time=6165731.1 ms
64 bytes from 10.0.3.1: icmp_seq=4 ttl=255 time=3211900.8 ms
64 bytes from 10.0.3.1: icmp_seq=2 ttl=255 time=5124922.8 ms
64 bytes from 10.0.3.1: icmp_seq=1 ttl=255 time=6388671.9 ms

--- 10.0.3.1 ping statistics ---
9 packets transmitted, 4 packets received, 55% packet loss
round-trip min/avg/max = 3211900.8/5222806.6/6388671.9 ms
vegard@gyversalen:~$ exit

Script done on Sat Apr 28 14:14:28 2001

```